# سري جاياواردنابورا كوتي
سري جاياواردنابورا كوتي (بالسنهالية :ශ්‍රී ජයවර්ධනපුර කෝට්ටේ، بالتاميلية: ஶ்ரீ ஜெயவர்த்தனபுரம் கோட்டை) هي عاصمة سريلانكا. تقع في الضاحية الشرقية من العاصمة التجارية كولومبو وتسمى غالبا باقليم العاصمة الجديد. يقع في المدينة برلمان سريلانكا وقد بني في 29 أبريل 1982.

## السياحة
تُعد المدينة مركزًا سياحيًا يجمع بين الطبيعة والثقافة، تشتهر المدينة بمعالمها السياحية المتنوعة مثل الحدائق العامة، والمعابد التاريخية، والمراكز الثقافية، إلى جانب بحيرة دياوانا التي تُعد من أبرز المواقع الطبيعية فيها، حيث يمكن للزوار الاستمتاع بالمناظر الخلابة، ومراقبة الطيور، والتنزه على ضفاف البحيرة.

## الادب والاعلام
تمت زيارتها جافنا قطاع وسائل الإعلام من منتصف 1800s. تم نشر الإنجليزية الأولى المعروفة والتاميلية ودعا أسبوعيا، Uthayatharakai في التاميل أو نجمة الصباح بالاشتراك في عام 1840 من قبل الإرسالية الأمريكية سيلان والكنيسة Weslyan. في عام 1863 تم نشر سيلان صواريخ باتريوت مدافعا المحلية والأسبوعية. نشرت صحيفة الغارديان الكاثوليكية جافنا والهندوسية الجهاز من قبل الروم الكاثوليك وتنظيم الهندوسية لتقديم مصالحهم الدينية بين 1876 و 1889 على التوالي. كانت أول التاميل شهريا Sanmarkapothini والتي نشرت في عام 1884.
وتلت هذه المجلات في وقت مبكر عن طريق رقم الشعبي الصحف باللغة التاميلية مثل Eelakesari وEelanadu. كان جافنا أيضا ينظر إلى نشر وإصدار المجلات التي ارتكبت في نمو الأدب عصري وهادف اجتماعيا مثل بهاراتي وMarumalarchi في عام 1946. الآن كان البائد الإنجليزية الأسبوعية السبت مراجعة مجلة الأخبار المؤثرة التي خرجت من جفنا.
خلال الحرب الأهلية اغتيل العديد من الناشرين والكتاب والصحفيين واعتقال ووسائل الإعلام رقابة مشددة. منذ 2000s في جافنا يتم تقديم صحف مثل أوثايان، Yarl Thinakkural وValampurii

## وصلات خارجية
- الموقع الرسمي للحكومة السريلانكية
- برلمان سريلانكا
- كتاب الحقائق
- وزارة الدفاع : سريلانكا